# The Husband's Message
The Husband's Message ("il messaggio del marito") è un poema tramandato nell'Exeter Book composto in versi allitteranti, verso caratteristico della poesia germanica costituito dalla ripetizione di un fonema a inizio di parola che unisce le due parti del verso germanico separate da una cesura.

## La trama
Il contenuto di questo breve componimento può essere facilmente riassunto: un nobile guerriero, costretto ad allontanarsi dalla sua patria a causa di una guerra, invia un messaggio alla sua donna invitandola a raggiungerlo nella nuova terra oltre il mare dove ormai vive in esilio, ora che ha riconquistato fortuna e può offrirle la stessa posizione che i due avevano un tempo.
L'apparente semplicità della trama, però, cela numerosi problemi interpretativi che la critica ha dovuto affrontare in questi anni.

## Il poema nel manoscritto
The Husband's Message è collocato a metà della lunga fila di riddle (indovinelli) e per tale motivo si è creduto che potesse essere anch'esso un indovinello.
Presenta una divisione al suo interno in tre gruppi costituiti dai versi 1-12, 13-25, 26-54.
Il motivo di tale suddivisione non è certa. Molti studiosi si sono soffermati su questo argomento. Ettmüller sostiene che lo scriba, proprio per la posizione del poema all'interno del manoscritto, possa averlo scambiato per un indovinello. In effetti il primo gruppo di versi, che fa riferimento all'origine di colui che parla, ricorda molto la tecnica usata per gli indovinelli, cioè quella di fornire indizi per suscitare l'attenzione dell'ascoltatore, i riddle, infatti, nascevano come mezzo orale di intrattenimento popolare.
Il tema della seconda suddivisione ricorda, invece, quello degli indovinelli 30b e 60, che precedono immediatamente The Husband's Message.
La terza suddivisione può essere spiegata dalla presenza delle rune, altro elemento spesso inserito negli indovinelli.
Inoltre è difficile individuare l'inizio del poema: nel manoscritto non compare alcun titolo, né lettera maiuscola che evidenzi la separazione dal poema precedente. Elliott sostiene che nū, la prima parola del poema, sebbene fosse usata spesso come strumento stilistico per attrarre l'attenzione, indicherebbe l'inizio di un passaggio nuovo all'interno di un ipotetico unico componimento e non necessariamente l'inizio del poema. La medesima congiunzione, infatti, compare anche nei versi successivi 8, 9, 20, 44.
All'interno dell'Exeter Book, lo scriba aveva l'abitudine di dividere i poemi lunghi e, a volte, anche quelli brevi, in sezioni, quando questi presentavano un cambiamento di tono o di argomento e ciò ha reso, quindi, più difficile la delimitazione dei singoli poemi. Proprio queste difficoltà hanno legittimato alcune tesi relative all'eventuale unione del poema con il Wife’s Lament o con i riddles 60 e 30b.
Un'altra teoria è quella che vede The Husband's Message e The Wife's Lament uniti a formare un unico poema. Secondo Grein, nulla nel Wife's Lament sarebbe incompatibile con la situazione nel Husband's Message: in entrambi sono presenti voti di fedeltà tra moglie e marito; in entrambi è centrale il tema dell'esilio, fedele alla tradizione elegiaca anglosassone. Nel Husband's Message il marito sembra essere in esilio a causa di una guerra e nel Wife's Lament il marito è partito in fretta a causa di un crimine; nel Wife's Lament la donna ha nemici e nel Husband's Message il marito chiede alla moglie che il suo viaggio non sia ostacolato da nessuno.
Per contro, Leslie sostiene che sia evidente una differenza di atmosfera e di enfasi e che il comportamento dei due amanti non è complementare: nel Wife's Lament, si percepisce la passione della donna verso il marito e l'angoscia della separazione, mentre nel Husband's Message il tono è più formale (a parlare è il messaggero), il marito vede l'unione con la sua donna più per ristabilire uno status di tipo sociale più che sentimentale. Inoltre, sempre secondo Leslie, sarebbe indiscutibile che nel Husband's Message lo scopo dell'uomo sia quello di convincere la moglie della sua fedeltà e ciò presupporrebbe che la sua partenza possa averle dato dubbi. Nel Wife's Lament, invece, non c'è dubbio che la moglie voglia congiungersi al più presto con il marito.
Un'altra ipotesi è quella che vede The Husband's Message legato al Riddle 60, tale ipotesi, si basa sulla somiglianza di alcuni elementi comuni come, per esempio, il Runestick, nel Riddle 60 che parla della sua casa lungo la spiaggia, particolare che potrebbe essere associato al parlante del Husband's Message. Inoltre il Riddle 60 precede immediatamente The Husband's Message all'interno del manoscritto. Sebbene la loro apparente separazione, considerato che la prima lettera del Husband's Message sia poco marcata.
Blacksburn, propose nel 1901 di far iniziare il testo del Husband's Message con il Riddle 30b. Una delle soluzioni da lui proposte era interpretare il testo con un significato religioso anche questo poco condiviso dagli studiosi che preferivano pensare gli indovinelli come puramente pagani.
In anni più recenti, lo studio paleografico di Pope portò lo studioso a ritenere The Husband's Message un poema singolo.

## L'individuazione del parlante
Un secondo problema strettamente legato alla comprensione del testo riguarda nell'individuazione di colui che parla. Molte le tesi dibattute dagli studiosi, tra tutte prevale quella che identifica il parlante come lo stesso runestick su cui è stato inciso il messaggio. La gran parte di questi è stata trovata in Norvegia, a Bergen. Ci sono però nel testo molti indizi che sembrano andare contro questa teoria. Secondo le riflessioni elaborate da Leslie, infatti, colui che parla dice di aver fatto molti viaggi (v. 6), dato alquanto insolito per un runestick che in teoria, una volta inciso, avrebbe dovuto fare un unico viaggio, quello dal marito verso la moglie; in secondo luogo, al verso 13b se Þisne beam agrof ("colui che incise questo legno") è chiaramente espressa la differenza tra il runestick e colui che parla; e soprattutto mec (v.3), un chiaro riferimento personale. Gli aggettivi con cui il parlante si riferisce al proprio signore, come al verso 7, mondryten mīn ("mio signore degli uomini"), al verso 10 mīnes frēan ("al mio signore") e al verso 39, mīn wine ("mio signore") sembrano del tutto incompatibili con la figura di un oggetto inanimato; per ultimo il verso 31b, Þæs Þe hē mē sægde ("come lui mi disse") sembra proprio essere più appropriato per un uomo che per un runestick.
Tuttavia, continua Leslie, il riferimento a un tipo di albero (trēocyn) che troviamo al verso 2, è probabile che stia ad indicare il tipo di legno utilizzato da colui che incise l'iscrizione. La tesi di Leslie, quindi, è che il parlante sia un uomo.
La tesi di Anderson propone la presenza di due parlanti: il primo nei versi 1-12 è un uomo, concordando quindi con la tesi di Leslie, e l'altro nei versi restanti del poema, è un runestick. Anderson risponde in primo luogo, alle obiezioni di Leslie contro l'individuazione della prosopopea nel verso se Þisne beam agrof (v.13b) affermando che nella poesia anglosassone, molti sono i casi in cui c'è un riferimento a sé stessi in terza persona. Tale figura retorica si ritrova, infatti, nell'indovinello 35, dove la cotta di maglia parla di sé in prima persona nella prima metà, e in terza nella seconda metà. Lo stesso genere d'artificio è impiegato in un poema molto più lungo, di diverso genere come The Dream of the Rood, dove la croce prima alternandosi, passa definitivamente a parlare di sé solo in terza persona ai versi 97-121. Una seconda obiezione alla prosopopea è quella che fa riferimento ai versi già citati da Leslie, mondryhten mīn (v.7), mines frēan (v.10b) e mīn win(e) (v.39b) che indicano un tipo di relazione non compatibile con la natura temporanea e limitata di un legno. La tesi di Anderson esclude le prime due frasi, in quanto appartenenti ai versi 1-12, per i quali lo studioso riconosce l'impossibilità di essere espressi da un runestick. Per quanto riguarda il verso 39b, Anderson nota che nel Beowulf, sia Hrothgar nei confronti di Beowulf, sia quest'ultimo nei confronti di Unferth, si rivolgono al loro interlocutore con wine min.
La terza obiezione a Leslie riguarda il verbo secgan al verso 31b. Anderson sostiene che lo stesso verbo nell'indovinello 60, dove il parlante è un "reed made into a pen", è usato per far parlare un testo scritto così come avviene anche nell'indovinello 48. Non è del tutto chiaro, però, dove sia un'indicazione specifica del cambio di voce al verso 13. Secondo Anderson, nel Husband's Message c'è un'implicita prova a suggerire il cambio del parlante. Hwæt (v.13 a) è un'esclamazione convenzionalmente usata per introdurre un cambiamento di tono o di argomento. Qui separerebbe il prologo del messaggero dal discorso del runestick stesso. La ripetizione del verso Þe git on ærdagum oft gespræcon ("che vi prometteste nei giorni passati"), al verso 16 e al verso 54, è una tecnica che successivamente separa il discorso del legno da quello del messaggero, creando una struttura circolare alla prosopopea che sarebbe la parte centrale del poema. Più avanti ai versi 11b-12, Ic gehatan dear / Þæt Þu Þær tirfæste treowe findest ("io oso promettere che tu troverai un fato più glorioso"), il messaggero dirige la nostra attenzione verso il runestick. Alla fine l'attenzione cade sia sul messaggero che sul runestick e ciò suggerisce che forse il poeta stia usando la figura retorica della prosopopea come mezzo per indirizzare i pensieri della donna mentre lei sta contemplando il significato delle rune.
All'ipotesi dei due parlanti, Anderson aggiunge una considerazione elaborata sulla divisione fatta dallo scriba ai versi 13 e 26. Anderson sostiene che lo scriba abbia diviso il poema in tre fasi per enfatizzare delle parti dello stesso.

## Interpretazioni
Kaske interpreta il poema come un'allegoria della croce, creando così una cornice specifica di riferimento per il poema, anche se Kaske stesso ammette che i dettagli nel poema sono tutti coerenti al messaggio letterale sul quale non è sicuro un significato allegorico. Questa interpretazione è spiegata dalla presenza delle rune che sembrano riflettere la funzione della croce nell'unire il paradiso con la terra e con l'umanità. Alle rune, infatti, veniva associato anche un valore magico, spesso legato alla credenza degli Dei. Kaske interpreta questa valenza in ambito cristiano. La promessa dei due amanti fa parte della letteratura della croce; l'elemento marittimo riflette la metafora ecclesiastica di Arca della Salvezza; e la direzione verso sud del viaggio che dovrà compiere la moglie, indica la caritas. I versi 19b-20 a, Hine fæhÞo adraf / of sigeÞeode ("lo guidò la lotta di gente vittoriosa") alludono all'alienazione di Dio dall'uomo al tempo della caduta. La difficoltà di accogliere questa teoria, come sostiene Anderson, è che il composto sigeÞeode sembra avere il significato di "gente vittoriosa" piuttosto che di "gente sconfitta dal peccato e allontanata da Dio". Anche l'interpretazione del composto elÞeode (v. 38 a) che designerebbe "la gente straniera" che ha incontrato il marito, una volta in esilio, pone qualche problema. Se il marito è Cristo, la terra straniera dovrebbe significare il paradiso e la gente straniera che incontra, dovrebbero essere una schiera di santi e angeli.

## La frammentarietà dei versi
Un altro problema che non permette un'esaustiva conclusione è dovuta anche alla frammentarietà dei versi iniziali del poema, a causa del logoramento del manoscritto.
Nel secondo verso troviamo solo treocyn, un tipo di albero. Secondo Leslie, un messaggero ha portato un runestick per autenticarsi alla signora e dire di essere venuto da parte del suo padrone. Pope sostenitore della teoria che a parlare sia un runestick, ha pensato una possibile soluzione per i primi tre versi:
Nū ic onsundran Þē secgan wille
[of hwylcum] treocyn[ne] ic tūdre āwēox
[iw] mec æld[e hatađ]

now I separately must tell you
from what kind of tree I sprang and grew
“yew” men call me
È opportuno rilevare che la maggior parte dei runestick rinvenuti sono molto piccoli e permettono solo la scrittura di brevi messaggi. Ciò rende improbabile che un poema di questa lunghezza sia stato scritto su una sola tavoletta.
Come fa notare Ericksen, tra i runestick di Bergen, ci sono anche sette lettere personali di lunghezza simile al Husband's Message, datati circa 1200-1350. Questo sembra avvalorarne la tesi. Inoltre, continua Ericksen, in Norvegia è stato ritrovato nel 1977, un runestick del XIII secolo sotto il pavimento di una chiesa a Lom. Su di esso è incisa una lettera personale che contiene echi combacianti con il nostro poema, entrambi propongono una scelta di matrimonio, anche se nel'Husband's Message il matrimonio sembra essere già compiuto:
Hávarđ sendir G-Guđs kveđju ok sína vingan.
Ok nú er minn fullr vili at biđja Þín, ef Þú vilt
eigi međ (kol) bei ni vera. Huga Þitt ráđ, ok lát segja mér Þinn vilja
Hávarđ sends Guđny God's greeting and his own friendship.
And now it is my full intention to ask you for your hand, if you do not want to be with Kolbeinn.
Consider your marriage and let me know your will.
La proposta appena citata sembra riferirsi a un accordo avvenuto prima tra di due, come del resto sembra esserlo anche l'Husband's Message, come sottolineano i versi già citati 16 e 54, per cui il runestick sembra essere un sollecito.

## La presenza delle rune
Un altro enigma all'interno dei questo poema si presenta ai versi finali 50-4. Questi versi non sono caratterizzati dalla presenza delle rune. Ancora resta da chiarire il loro valore fonetico, i loro nomi e il loro ruolo all'interno del testo e la loro decifrazione, in questa parte di testo, non è perfettamente comprensibile.
Dovrebbe trattarsi delle rune per S, R, EA, W e probabilmente M, quest'ultima risulta, nel manoscritto, poco chiara. A volte è letta come se fosse la runa D (dæg), anche se il modo in cui è scritta qui è la stessa che ritroviamo nel Ruin (v. 23) dove la sua identità di M è chiara. Secondo Leslie sicuramente deve essere una M perché compone la parola mondrēama, obbligatoria per formare allitterazione, ma Braggs fa notare che sebbene il confronto con le altre M trovate in The Ruin, in particolare, sembri avvalorare questa tesi, la mancanza della runa D all'interno dell'Exeter Book, non permette di essere totalmente sicuri.
Molti sono stati i tentativi di interpretazione delle rune. Molti studiosi hanno tentato di combinare le rune in una sola parola come succede per molti indovinelli. Sedgefield, scambiando R con W ottiene sweard, una possibile variante di "sword" (spada); altri come Hicketier le legge al contrario; Kershaw ipotizza che le rune stiano per le iniziali di nomi propri di persona; Elliott invece suggerisce che se non si trova una combinazione che abbia senso prendendo le singole rune, allora si può provare dando a ciascuna runa il proprio significato: sigel sole, rād sentiero, wyn gioia, mann uomo. La quinta, ēar, ha una doppia valenza, potrebbe significare "oceano, mare, onda" oppure "suolo, terra, ghiaia". Kock ha già seguito questa procedura, combinando S e R nel composto sigelrād "strada del sole, paradiso", EA e W che sono legate dallo stesso segno che lega S e R, quindi si presume che si debbano leggere insieme creando il composto ærwyn. Dato che EA può significare sia mare che terra, il composto presumibilmente potrebbe significare "l'adorata terra"; infine prendendo M per mon. Secondo Elliott, le rune incarnano i temi principali del testo: sigelrād, si riferisce al viaggio verso sud che deve compiere la moglie, indicato nei versi 27b-28. Le restanti rune sono prese separatamente. Ēar si riferisce al mare attraversato dal marito nel suo viaggio da esiliato, lo stesso mare che attraverserà la sua sposa per raggiungerlo; wyn sta per la gioia del ricongiungimento, monn è un ulteriore riferimento al marito, ottenendo la seguente frase: follow the sun's path across the sea to find joy with the man who's waiting for you.
Braggs non concorda affatto con Elliott e legge il passaggio come:
Egli fa notare che le rune sono separate da punti e che tale scrittura suggerisse la loro lettura per nome; inoltre, considerando la trasmissione orale del testo, nel periodo anglosassone, è necessario leggerlo a voce alta per assicurarsi il loro giusto ruolo e senso all'interno del componimento.
Secondo Ericksen, le rune costituiscono parte integrante del testo e a tale scopo, completano la domanda di ricongiungimento da parte del marito.